# Staw mostkowo-obojczykowy

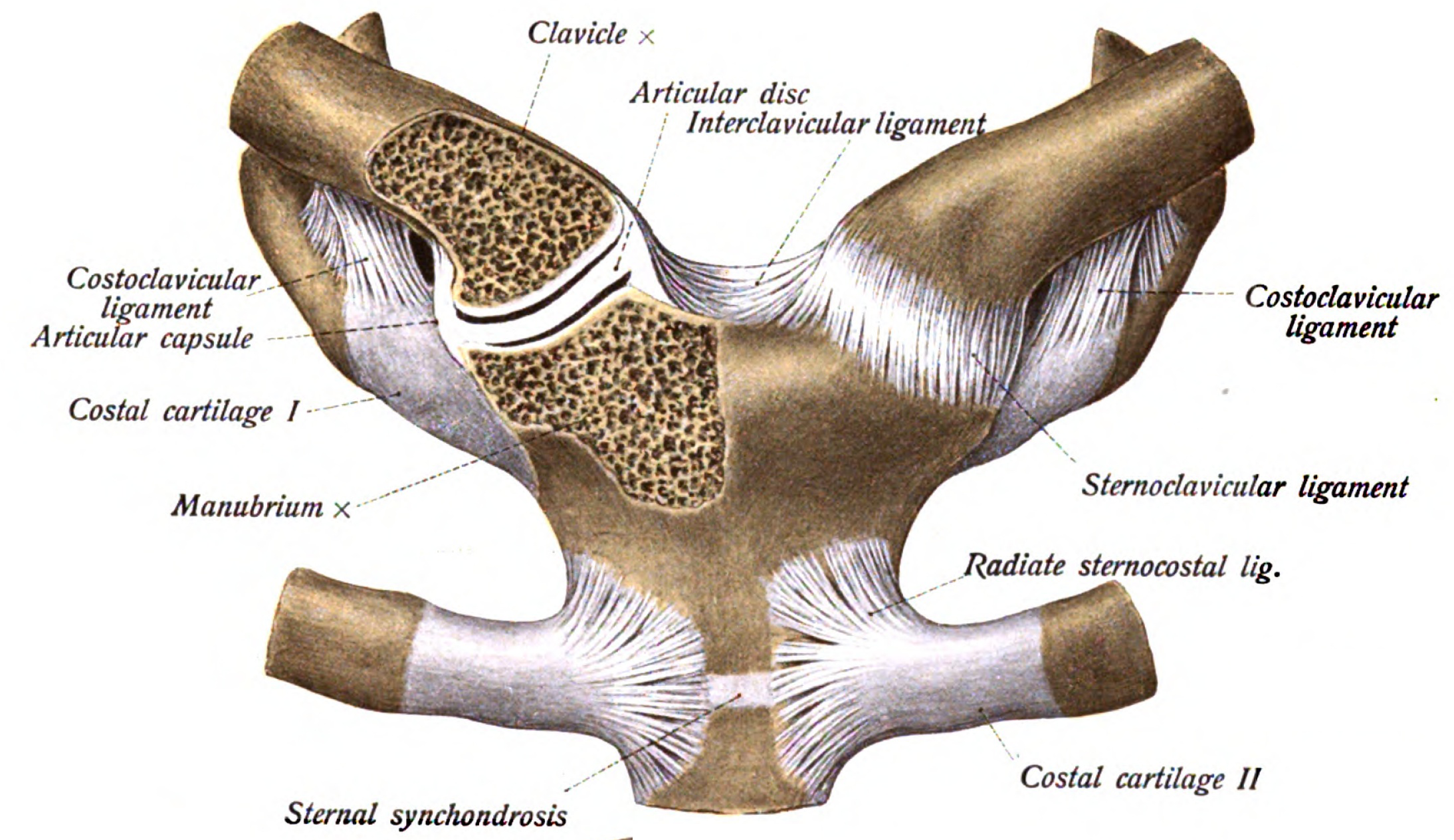

Staw mostkowo-obojczykowy (łac. articulatio sternoclavicularis) – w anatomii człowieka nieregularny staw, łączący ze sobą mostek i obojczyk. Ze względu na zakres wykonywanych ruchów można go zaliczyć do stawów wieloosiowych.
Staw ten tworzony jest przez powierzchnię stawową końca mostkowego obojczyka oraz powierzchnię stawową wcięcia obojczykowego mostka. Pomiędzy tymi strukturami znajduje się krążek stawowy, który niweluje niepełne dopasowanie ich do siebie i zmniejsza bezpośredni nacisk obojczyka na mostek.
Do stawu mostkowo-obojczykowego należą więzadła:
- mostkowo-obojczykowe przednie (ligamentum sternoclaviculare anterius),
- mostkowo-obojczykowe tylne (ligamentum sternoclaviculare posterius),
- żebrowo-obojczykowe (ligamentum costoclaviculare), łączące ze sobą obojczyk i I żebro,
- międzyobojczykowe (ligamentum interclaviculare), pomiędzy końcami mostkowymi obojczyków[3].

Staw ten umożliwia ruchy obojczyka do przodu, do tyłu, ku górze i nieznacznie ku dołowi, a także obrót obojczyka wokół jego długiej osi.